# Бекарда велика
Бекарда велика (Tityra cayana) — вид горобцеподібних птахів родини бекардових (Tityridae).

## Поширення
Вид поширений в Південній Америці. Населяє край дощового лісу, вторинні ліси, плантації з тінистими деревами.

## Опис
Дрібний птах завдовжки 20-22 см, вагою 60-70 г. Самець зверху тьмяно-білий, а знизу чисто білий. Верхівка голови, кермові та первинні та вторинні криючі крил чорного кольору. Решта крила сріблясто-сірого кольору. У самиць чорний колір заміняється темно-коричневим, а спина та живіт сірі з темними прожилками. Обидві статі мають червоний неоперений шкірний наріст навколо очей. Райдужина чорнувата; дзьоб червоний біля основи з чорним кінчиком. Ноги коричневі.

## Спосіб життя
Харчується переважно плодами середнього розміру, хоча іноді також споживає комах. Гніздиться в дуплі на дереві, зазвичай у покинутому гнізді дятла, або в кроні сухої пальми. Самиця відкладає три яйця рожевого кольору з коричневими плямами, які вона висиджує майже три тижні. Обидва батьки годують пташенят, які залишають гніздо через три тижні.

## Підвиди
Таксон включає два підвиди:
- Tityra cayana cayana (Linnaeus, 1766) — Венесуела, Тринідад, Гвіана, східна Колумбія, північна Бразилія, східний Еквадор, східний Перу та північна Болівія.
- Tityra cayana braziliensis (Swainson, 1837) — північний схід, центр та південь Бразилії, північ та схід Болівії, північ, центр та схід Парагваю, північний схід Аргентини.